# Vímara portugál gróf
Vímara Peres (Galicia, cc. 820–873) gróf, Portugália megteremtője és első uralkodója, a Vímara Peres uralkodóház megalapítója.

## Származása
Nevében a Peres azt jelenti, hogy „Péter (Pedro) fia” — apját († 867 után) különböző források Pedro Theón, illetve Praviai Pedro Theón néven említik, amiből valószínűsíthető, hogy Praviából származott. A Vímara név vizigót, illetve germán eredetű (ma német nyelvterületen Weimar, portugálul Guimar alakban él tovább). Egyes szerzők lehetségesnek tartják, hogy I. Bermudo asztúriai uralkodó fia lehetett. Pedro a királyi tanács (curia regis) tagja volt, és részt vett abban az ütközetben, amelyben I. Ordoño asztúriai király legyőzte az országába a Vizcayai-öböl felől betörő a kalandozó vikingeket (normannokat).
Vímara egyetlen ismert fivére Hermenegildo Pérez volt.

## Élete
A gróf Nagy Alfonz asztúriai király hadvezéreként 868-ban a móroktól elfoglalta a Minho és a Douro folyók közti területet, Galícia nyugati, tengermelléki részét, rajta Gaia és Portus Cale várossal, a mai Portóval. A Vímara Peres uralma alá került, ma első portugál grófság (Condado de Portucale) néven ismert terület szintén a városról kapta a nevét (Portucale) – ez lett a mai Portugália őse.
Mivel az elfoglalt terület legnagyobb városa, Porto a Douro partján épült, tehát határváros volt, Vímara Peres egy új, megerődített várost tett a grófság székhelyévé, és azt önmagáról a Vimaranisnak (vagy Vimarnak) nevezte el — később Guimaranis lett, mai neve pedig Guimarães. A portugálok ma is „a Bölcsőváros” néven emlegetik. Bár formálisan ezt a várost tartották a grófság székhelyének, a grófok ténylegesen csak a vár felépülte után (968 körül) költöztek ide.
Az első portugál grófság nem volt független állam: Vímara Peres és utódai az Ibériai-félsziget északi részén elterülő Asztúria (a későbbi Leóni Királyság) uralkodóinak vazallusai voltak. (Portugália tulajdonképpen csak 1128-ban lett független Leóntól.)

## Családja
Feleségének származásáról semmit sem tudunk. Egyes szerzők arra következtetnek, hogy a neve Trudildi lehetett; mások szerint Onega. Valamikor 825 körül születhetett; halálának időpontja ismeretlen.
Két gyermekükről tudunk:
- Audivia Vimaranes, aki Gutierre Aloítez grófhoz († 963 után) ment feleségül;
- Lucídio Vimaranes (840? – 922?)

Vímara gróf 873-ban halt meg. Utóda egyetlen fia, Lucídio Vimaranes (azaz "Lucídió, Vímara fia") lett. A grófság és vele a dinasztia 1071-ig maradt fenn.

## Emlékezete
Az alapító szobrát a hódítás 1100. évfordulóján állították fel Portóban.

## Fordítás
Ez a szócikk részben vagy egészben  a   Vímara Peres című angol Wikipédia-szócikk ezen változatának fordításán alapul.  Az eredeti cikk szerkesztőit annak laptörténete sorolja fel. Ez a jelzés csupán a megfogalmazás eredetét és a szerzői jogokat jelzi, nem szolgál a cikkben szereplő információk forrásmegjelöléseként.